# Society of Wildlife Artists
Die Society of Wildlife Artists (SWLA) ist eine britische Künstlervereinigung von Malern, die die Tierwelt und Pflanzenwelt darstellen. Sie gehört der Federation of British Artists (FBA) an und hat ihren Sitz in den Mall Galleries in London, wo auch die anderen der insgesamt neun Mitglieder der Federation of British Artists untergebracht sind. 

## Geschichte
Die Society of Wildlife Artists wurde im Jahr 1964 gegründet, um die Öffentlichkeit für den Schönheit und Schutzbedürftigkeit der Tierwelt zu sensibilisieren. In den späten 1950er Jahren waren die Werke von Tier- und Pflanzenmalern nur schwer zugänglich, obwohl in dieser Zeit das Interesse an der Naturgeschichte ständig wuchs. Daher organisierten Robert Gillmor und Eric Ennion mit der begeisterten Unterstützung von Peter Scott und Keith Shackleton in der Reading Kunstgalerie 1960 eine Ausstellung über zeitgenössische Darstellungen von Vögeln. Der Direktor des Art Exhibitions Bureau, Maurice Bradshaw, wurde auf die Ausstellung aufmerksam und schickte sie anschließend für ein Jahr auf Tour. 
Das Interesse der Provinzgalerien war so groß, dass die Tour um ein weiteres Jahr verlängert wurde. R.B. Talbot-Kelly und Maurice Wilson stiegen als Organisatoren ein, um dadurch die Gründung einer Gesellschaft voranzutreiben. Die erste Ausstellung der Society of Wildlife Artists fand im August 1964 in London statt und wurde von James Fisher eröffnet. Auf der Ausstellung waren 149 Werke von 35 Gründungsmitgliedern, darunter Donald Watson, zu sehen, von denen acht noch heute Mitglied der Society sind. Bis zum Jahr 2004 wurden für die jährliche Ausstellung in den Mall Galleries 482 Werke ausgewählt. Die Gesellschaft hatte bisher 76 gewählte und 6 assoziierte Mitglieder.